# Петренко Петро Васильович
Петро Васильович Петренко (8 березня 1929 — 22 жовтня 2021) — український науковець-фізик. Доктор фізико-математичних наук, професор. Академік-засновник Академії наук вищої школи України (1992).

## Біографія
Народився в с. Луб'янка Бородянського району Київської обл. в селянській родині.
У 1952 р. закінчив фізичний факультет КДУ ім. Т. Шевченка. Учень професора Олександра Жмудського.
Захистив кандидатську (1960) та докторську (1984) дисертації.
Працював в КДУ на посадах асистента (1952—1956), старшого викладача (1956—1961), доцента (1961—1986), професора (1986—2002), заступника декана (1956—1958, 1960—1962, 1973—1975) та декана фізичного факультету (1985—1990), завідувача кафедри радіаційної фізики (1988—1994).
Помер на 93-му році життя 22 жовтня 2021 року. Похований на Байковому кладовищі.

## Наукова діяльність
Наукова діяльність зосереджена у царині фізики металів та сплавів, радіаційній фізиці твердих тіл.
- Виконав піонерські роботи з теоретичного і експериментального вивчення фізичної природи міжатомних взаємодій у твердих тілах і впливу міжатомних кореляцій на електронну структуру, електронно-кінетичні, магнітні властивості та радіаційну стійкість твердих металевих розчинів.
- Започаткував на фізичному факультеті роботи з вивчення впливу радіаційного опромінення на структурно-фазовий стан, механічні, електрокінетичні та інші властивості металевих сплавів та діелектриків з метою використання радіаційних технологій у виробництві і створення радіаційно-стійких матеріалів, які працюють в екстремальних умовах.
- Запропонував технологію зміцнення у 2-4 рази електронним опроміненням інструменту з твердих сплавів на основі карбіду вольфраму та титану, яка була рекомендована для широкого впровадження у виробництво.
- Розроблена технологія одержання радіаційно-стійких монокристалів корунду і виробів з цих кристалів.

Автор понад 250 наукових праць, винаходів, навчально-методичних видань, зокрема монографії «Дифракційні методи структурного аналізу. Кінематичне наближення» (2005).
Підготував 3 докторів та 14 кандидатів наук.
Обирався членом президії навчально-методичного об'єднання фізичних факультетів університетів СРСР, головою навчально-методичного об'єднання з фізики Української РСР та Молдавської РСР, був членом редакційної ради при видавництві «Вища школа».
Працював головою експертної ради з фізики науково-технічної ради МВССО УРСР, членом координаційної ради з радіаційної фізики твердого тіла АН СРСР, членом науково-технічної ради з фізики металів АН України.
Академік-секретар відділення фізики та астрономії АН ВШ України у 1992—2002 рр.

## Нагороди
Нагороджений багатьма медалями, почесними грамотами, дипломами. Відзначений нагородами ІІ та ІІІ ступенів Київського національного університету ім. Т. Шевченка. Лауреат нагороди Володимира Великого АН ВШ України (2009).